# Ville-sur-Jarnioux
Ville-sur-Jarnioux és un municipi francès situat al departament del Roine i a la regió d'Alvèrnia-Roine-Alps. L'any 2007 tenia 753 habitants.

## Demografia

### Població
El 2007 la població de fet de Ville-sur-Jarnioux era de 753 persones. Hi havia 280 famílies de les quals 68 eren unipersonals (52 homes vivint sols i 16 dones vivint soles), 84 parelles sense fills, 112 parelles amb fills i 16 famílies monoparentals amb fills.
La població ha evolucionat segons el següent gràfic:
Habitants censats

### Habitatges
El 2007 hi havia 351 habitatges, 286 eren l'habitatge principal de la família, 46 eren segones residències i 19 estaven desocupats. 335 eren cases i 12 eren apartaments. Dels 286 habitatges principals, 241 estaven ocupats pels seus propietaris, 35 estaven llogats i ocupats pels llogaters i 10 estaven cedits a títol gratuït; 1 tenia una cambra, 8 en tenien dues, 31 en tenien tres, 71 en tenien quatre i 175 en tenien cinc o més. 235 habitatges disposaven pel capbaix d'una plaça de pàrquing. A 98 habitatges hi havia un automòbil i a 175 n'hi havia dos o més.

### Piràmide de població
La piràmide de població per edats i sexe el 2009 era:
| Homes | Edats   | Dones |
| ----- | ------- | ----- |
| 0     | 95 o +  | 0     |
| 0     | 90 a 94 | 0     |
| 0     | 85 a 89 | 4     |
| 0     | 80 a 84 | 0     |
| 4     | 75 a 79 | 12    |
| 8     | 70 a 74 | 12    |
| 16    | 65 a 69 | 8     |
| 20    | 60 a 64 | 4     |
| 28    | 55 a 59 | 32    |
| 36    | 50 a 54 | 40    |
| 28    | 45 a 49 | 40    |
| 24    | 40 a 44 | 28    |
| 16    | 35 a 39 | 4     |
| 20    | 30 a 34 | 12    |
| 20    | 25 a 29 | 12    |
| 16    | 20 a 24 | 16    |
| 40    | 15 a 19 | 20    |
| 20    | 10 a 14 | 36    |
| 16    | 5 a 9   | 8     |
| 12    | 0 a 4   | 4     |

## Economia
El 2007 la població en edat de treballar era de 495 persones, 356 eren actives i 139 eren inactives. De les 356 persones actives 345 estaven ocupades (183 homes i 162 dones) i 11 estaven aturades (5 homes i 6 dones). De les 139 persones inactives 52 estaven jubilades, 51 estaven estudiant i 36 estaven classificades com a «altres inactius».

### Ingressos
El 2009 a Ville-sur-Jarnioux hi havia 284 unitats fiscals que integraven 750,5 persones, la mediana anual d'ingressos fiscals per persona era de 22.121 €.

### Activitats econòmiques
Dels 22 establiments que hi havia el 2007, 1 era d'una empresa de fabricació d'altres productes industrials, 6 d'empreses de construcció, 2 d'empreses de comerç i reparació d'automòbils, 1 d'una empresa de transport, 2 d'empreses d'hostatgeria i restauració, 1 d'una empresa d'informació i comunicació, 1 d'una empresa financera, 4 d'empreses immobiliàries, 3 d'empreses de serveis i 1 d'una empresa classificada com a «altres activitats de serveis».
Dels 8 establiments de servei als particulars que hi havia el 2009, 1 era un paleta, 2 guixaires pintors, 1 fusteria, 1 electricista, 1 restaurant i 2 agències immobiliàries.
L'únic establiment comercial que hi havia el 2009 era una botiga de menys de 120 m².
L'any 2000 a Ville-sur-Jarnioux hi havia 26 explotacions agrícoles que ocupaven un total de 300 hectàrees.

## Equipaments sanitaris i escolars
El 2009 hi havia una escola elemental.

## Poblacions més properes
El següent diagrama mostra les poblacions més properes.